# Epitaf

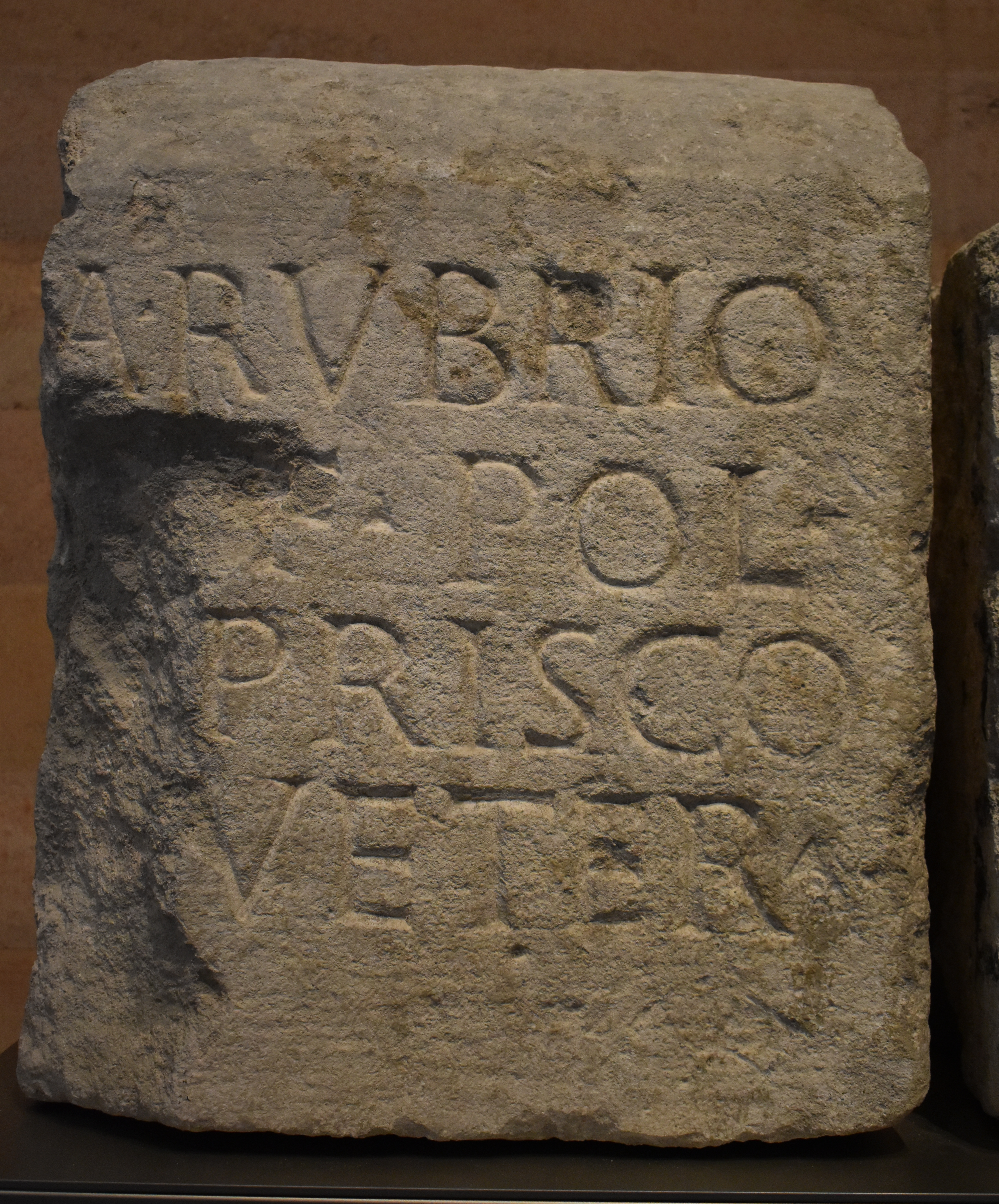
Epitaf roman, Saint-Lizier, Franța

Un epitaf (în greaca veche ἐπιτάφιος; epi=pe, deasupra + taphos=mormânt) este o inscripție funerară sau o creație lirică constând într-un text scurt, în versuri sau proză, onorând o persoană decedată și care este înscris pe piatra funerară a mormântului.
Pe o piatră tombală din Seini, Maramureș este scris epitaful:
"Trecătorule ce-mi calci țărâna, nu fii mândru în cimitir
Noi aici suntem acasă, tu ești încă musafir".

## Epitafuri din Cimitirul Vesel
Cimitirul Vesel din Săpânța
Cine vre strînge avere

Crească vită cu plăcere

Și să scoale diminiață

Eu așa am fost în viață

Aci se odihne batrîna

Stan Anuța Deloaie.

A trăit 78 de ani

A dormit la anu 1958

## Epitafuri notabile
Și noi am fost ca voi, și voi veți fi ca noi.

(It) Noi eravamo come voi, voi sarete come noi.
— (Autor necunoscut) 
Cripta capucinilor din biserica Santa Maria della Concezione dei Cappuccini
Călătorule! Aici odihnesc osemintele

Unui om bun care a trăit

O viață lungă și plină de virtuți.

Copilăria lui a ținut o șesime de viață,

Apoi a mai trăit o doisprezecime

Până când s-a însurat cu o femeie

Care nu i-a dăruit copii,  decât după ce

A mai trecut a șaptea parte din viață,

Plus încă 5 ani.

Iar fiului său soarta i-a hărăzit

Să trăiască doar jumătate din viața părintelui.

În mâhnire adâncă a murit bătrânul

Supraviețuind cu patru ani fiului său.

..............................................

Călătorule! Știi câți ani am eu

În această zi când îmi sfârșesc viața?
— Diofant
Un mormânt îi este acum îndeajuns celui căruia nu-i ajungea o întreagă lume.
— Alexandru cel Mare
Dacă cineva va fi trist la moartea mea, nu voi mai vorbi cu el niciodată.
— Stan Laurel
Reverse dulci scântei

Atotștiutoarea,

Deasupra-mi crengi de tei

Să-și scuture floarea.

Ne mai fiind pribeag

De-atunci înainte

Aduceri aminte

M-or troieni cu drag.
— Mihai Eminescu 1850 – 1889
Cimitirul Bellu, București (fragment din poezia Nu voi mormânt bogat).
Și pulbere țărână din tine se alege

Căci asta e a lumii nestrămutată lege, 

Nimicul te aduce, nimicul te reia, 

Nimic din tine-n urmă nu va rămânea.

Veronica Micle

4.08.1889
— Veronica Micle, 
Cimitirul Mănăstirii Văratec, județul Neamț, Fragment din poezia Și pulbere, țărână...

Jur-împrejur e largul care cântă,

E soare-n cer, e sărbătoare sfântă,

Și-n vreme ce mi-a amuțit pământul

Fiorul păcii-n suflet mi se lasă,

Eternități îmi flutură veșmântul;

Simt Dumnezeu cum mă primește-n casă...
Pe piatra funerară a lui Octavian Goga, de la Mausoleul Iubirii din Ciucea (fragment din poezia Din larg).
O luptă-i viața; deci te luptă

Cu dragoste de ea, cu dor.

Pe seama cui? Ești un nemernic

Când n-ai un țel hotărâtor.

Tu ai pe-ai tăi! De n-ai pe nimeni,

Te lupți pe seama tuturor.
— George Coșbuc  1866 – 1918
Cimitirul Bellu, București

## Imagini

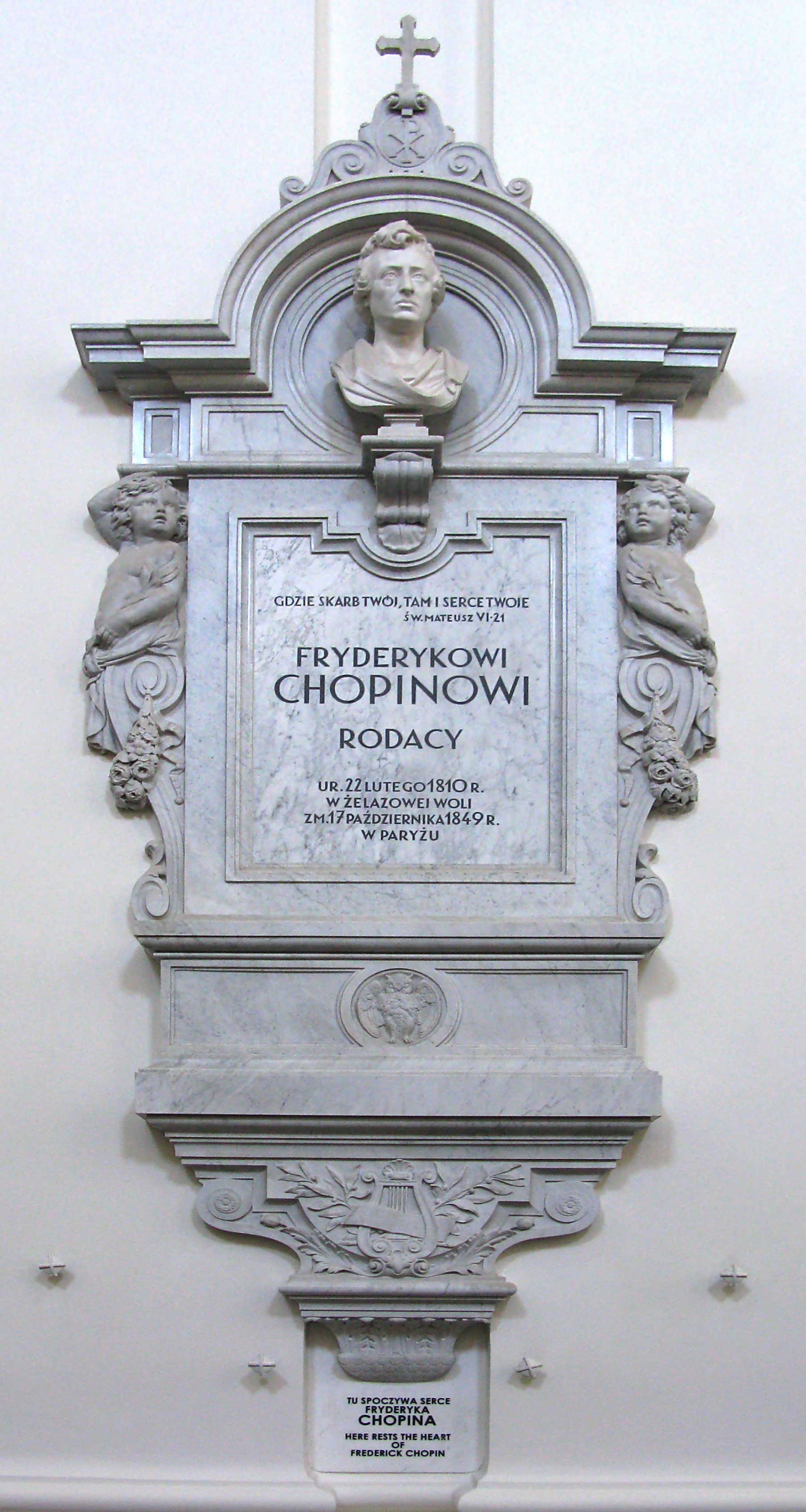
Epitaf pentru Frédéric Chopin
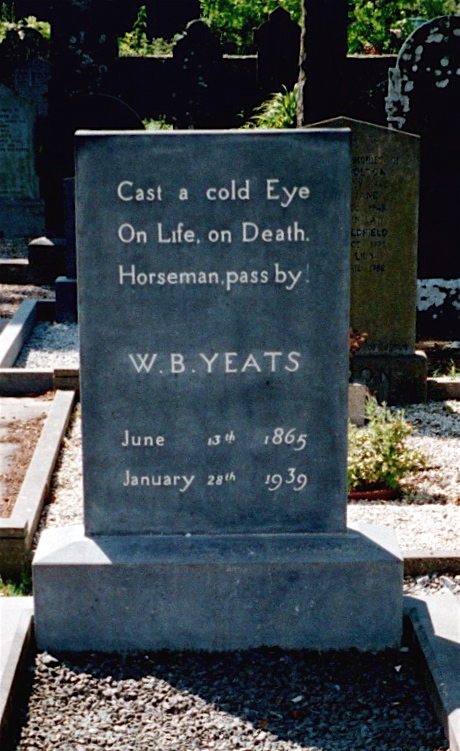
Mormântul lui W. B. Yeats; Drumecliff, Co. Sligo
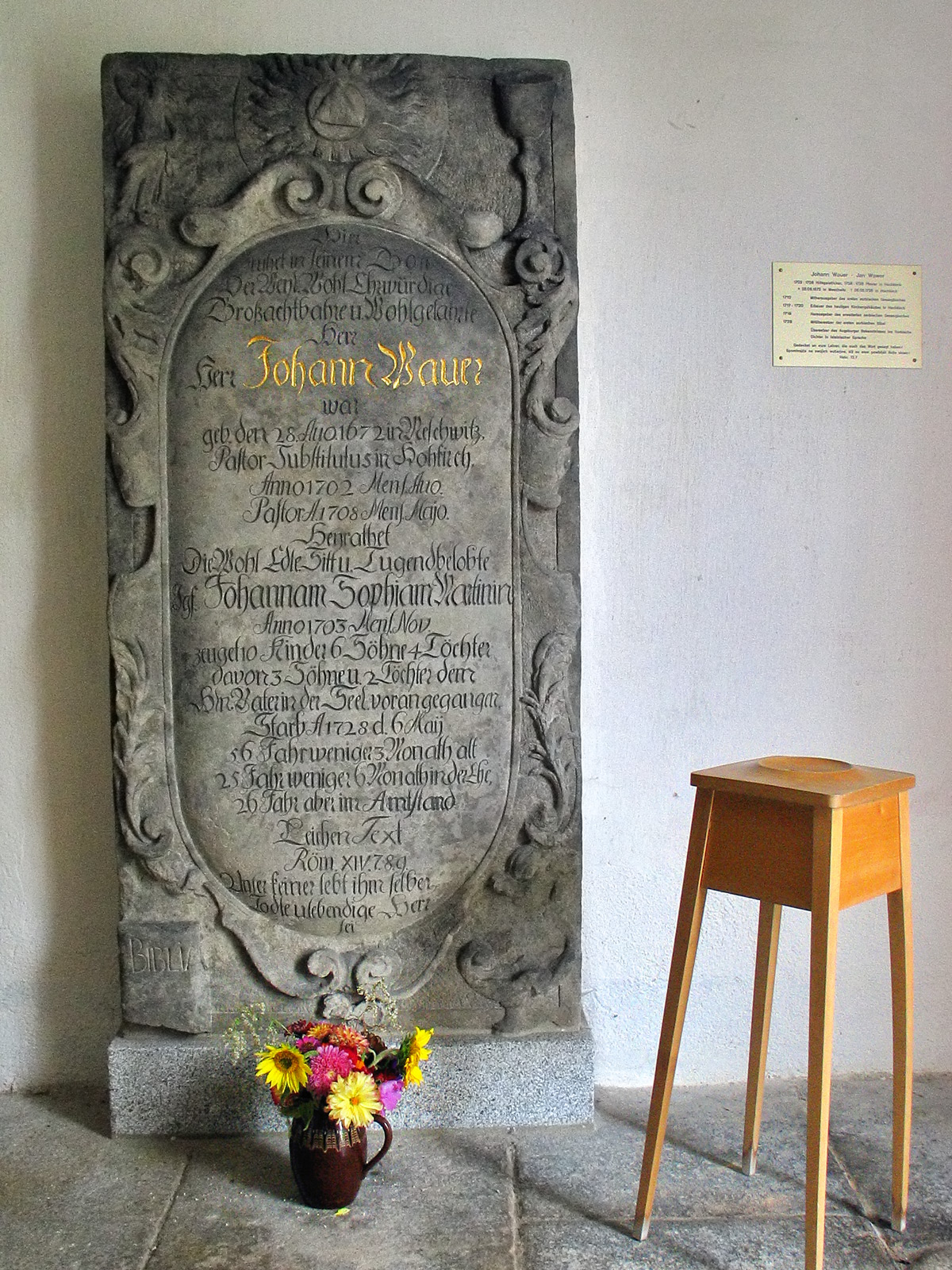
Epitaful unui pastor protestant german (decedat în 1728)
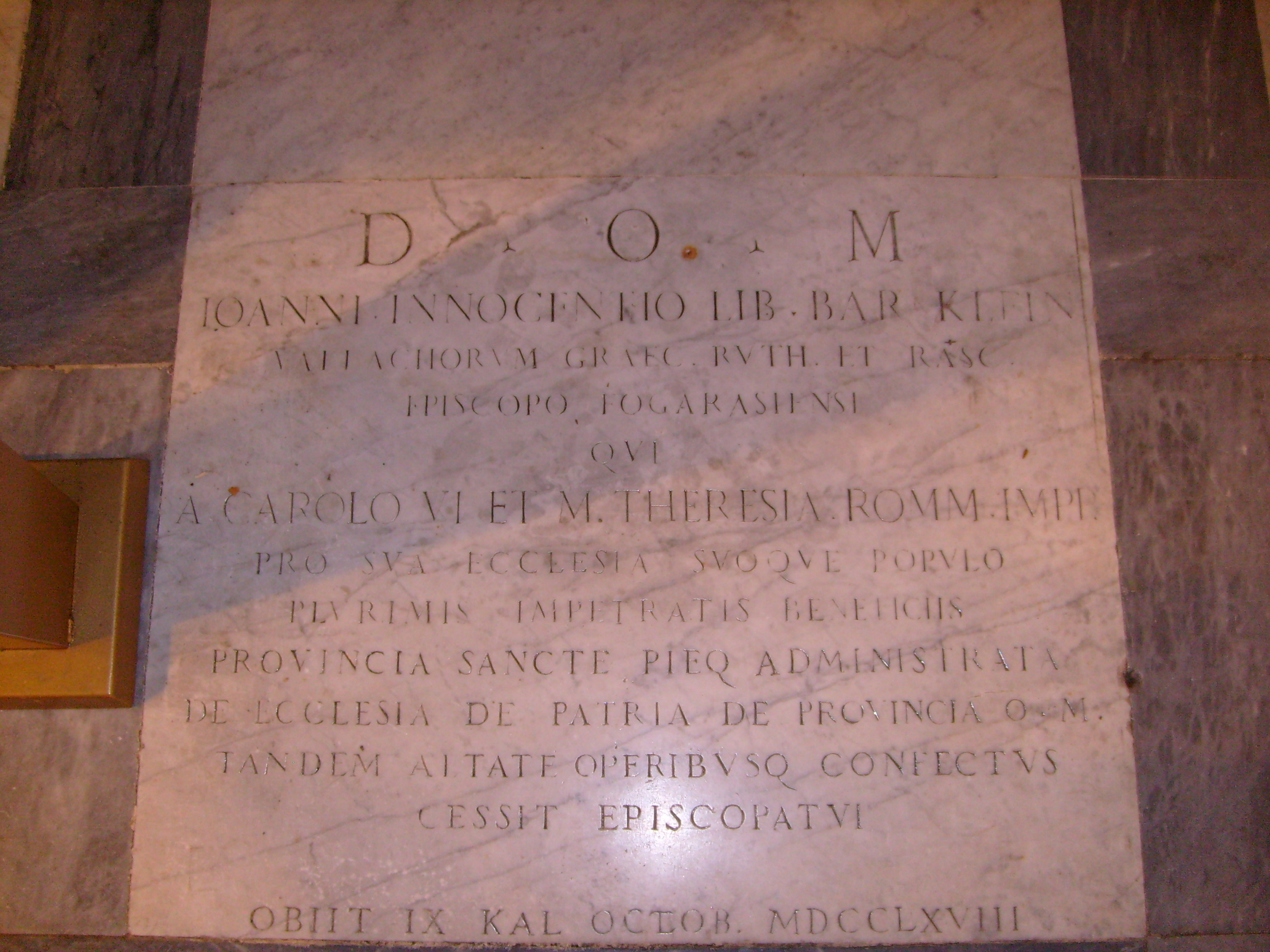
Epitaful lui Inocenţiu Micu, scris de Samuil Micu, Biserica Santi Sergio e Bacco din Roma
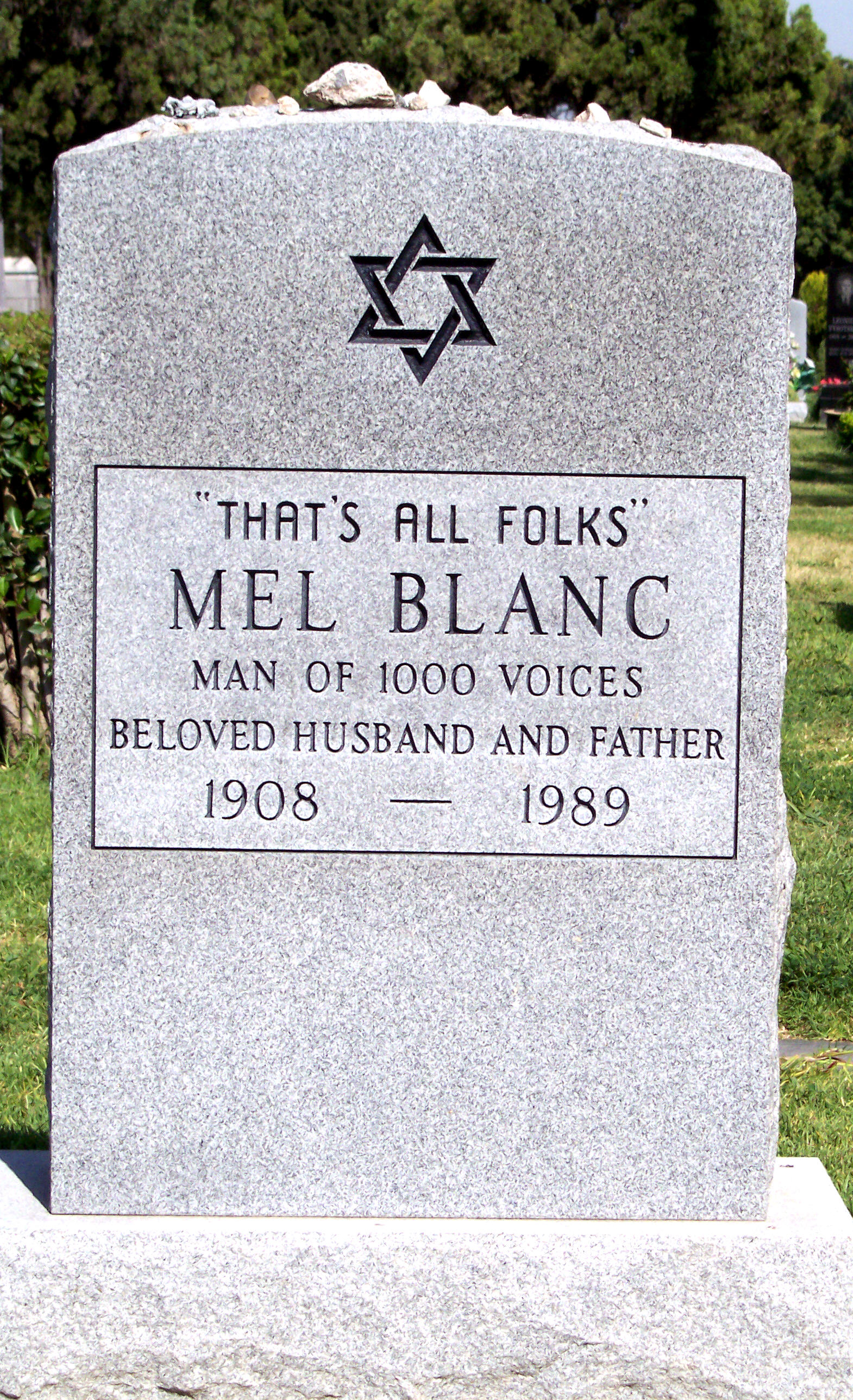
Epitaful actorului Mel Blanc
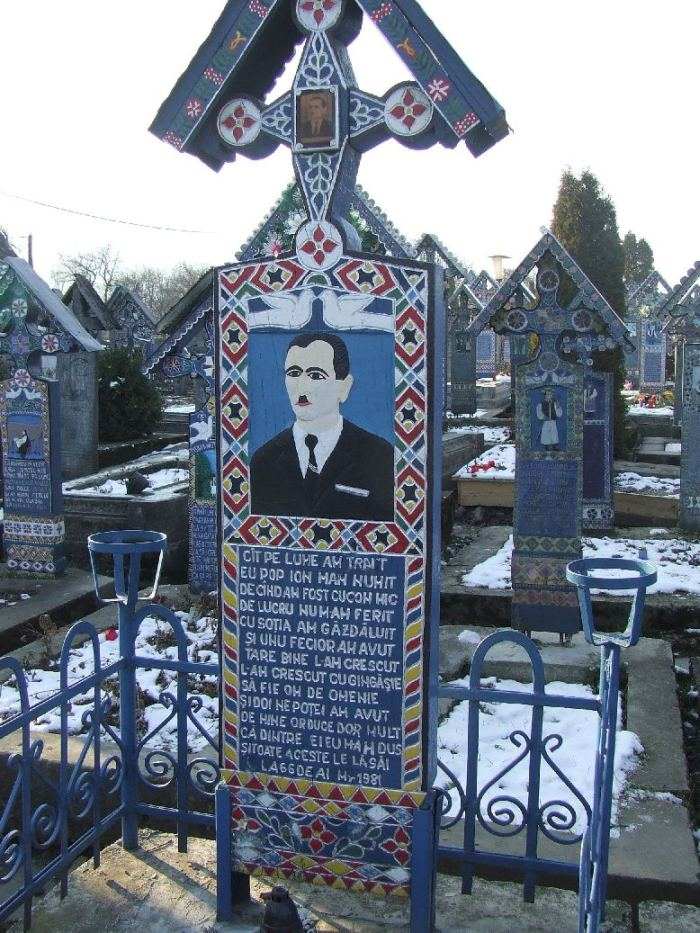
Epitaf din Cimitirul Vesel din Săpânța
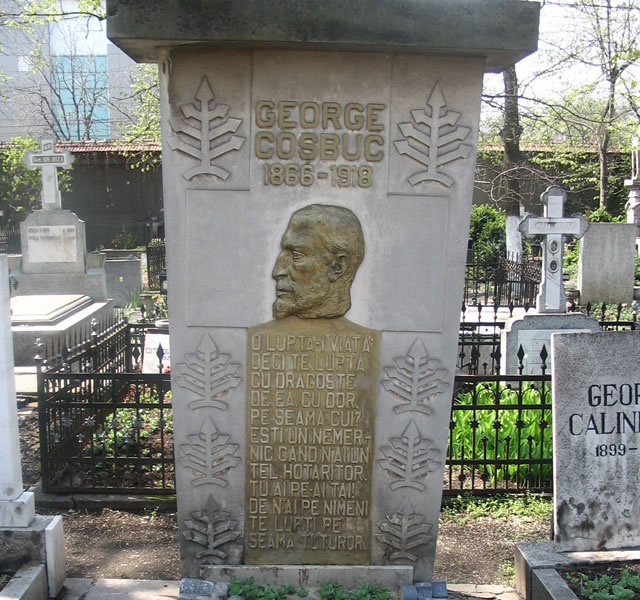
Epitaful poetului George Coșbuc de pe Aleea Scriitorilor din Cimitirul Bellu
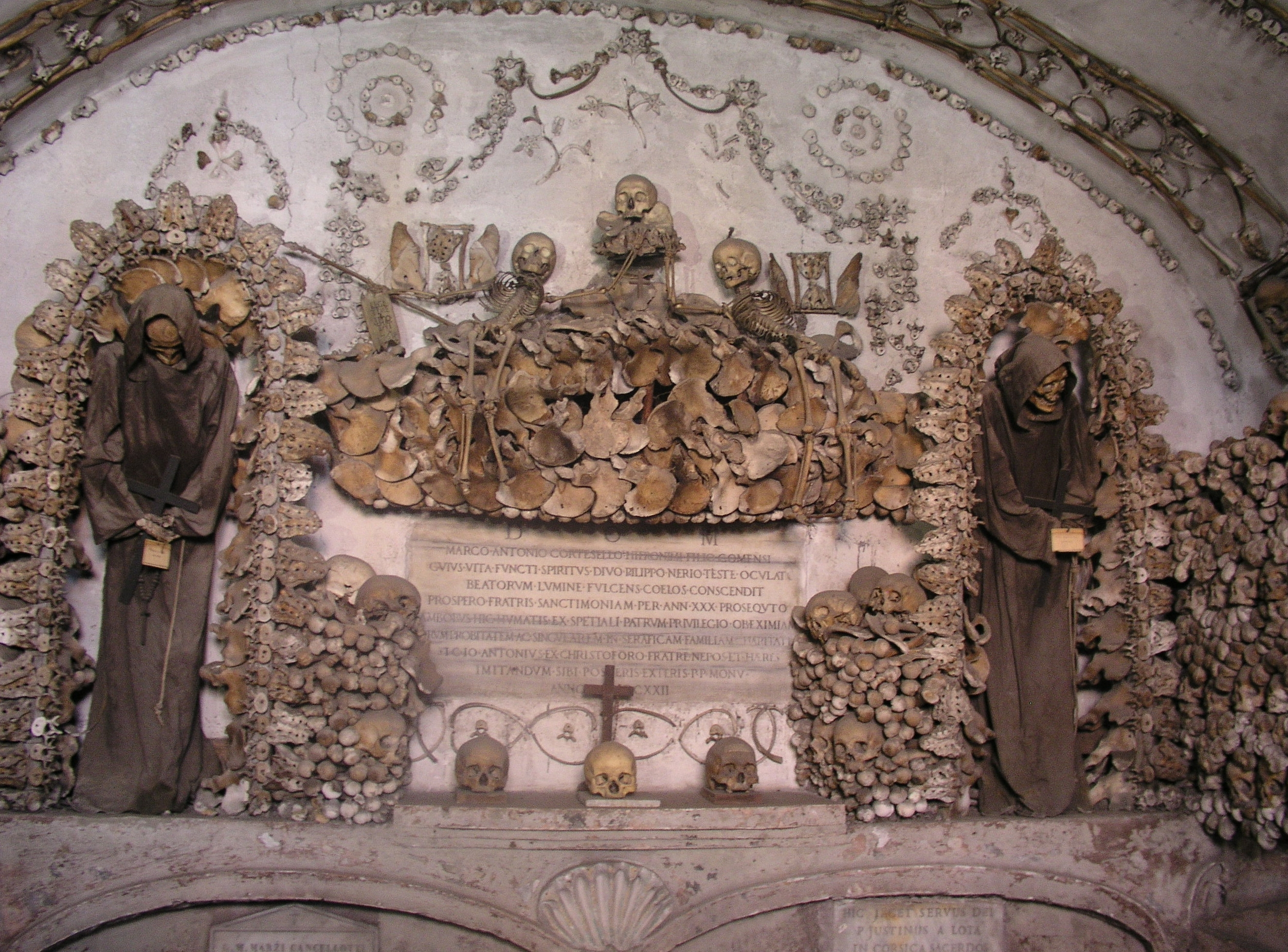
Roma, Cripta capucinilor din biserica Santa Maria Immacolata